# Kadaixmanturgu
Kadaixmanturgu o Kadašman-Turgu va ser probablement el fill i successor de Nazimaruttaix com a rei cassita de Babilònia, d'Accàdia, del País de la Mar i de Khana. Va regnar a la primera meitat del segle xiii aC.
Va lluitar contra Assíria però el rei Adadnirari I (que regnava potser entre el 1295 aC i el 1275 aC) el va derrotar, capturant el seu campament i estendards, i li va imposar un tractat de límits que s'ha conservat, on el traçat és detallat amb molta precisió i que es va complementar amb la col·locació d'esteles i senyals.
Les relacions entre Kadaixmanturgu i el rei hitita Hattusilis III van ser bones i van establir un conveni d'amistat i mútua protecció. El text deia entre altres coses: "Som mortals, el supervivent protegirà al fill del que vagi primer al seu destí". És possible que el mateix rei babiloni fes saber Hattusilis els plans de l'ex rei hitita Mursilis III d'escapar a territori babiloni, plans que el rei hitita va avortar. Més tard, quan Mursilis III es va escapar a Egipte i Ramsès II no el va voler extradir, Kadaixmanturgu va prometre al "Gran Rei" hitita la seva cooperació activa en una eventual guerra contra Egipte, però finalment la guerra mai va esclatar.
El va succeir Kadashman-Enlil II, probablement el seu fill, menor d'edat.